# 배구공

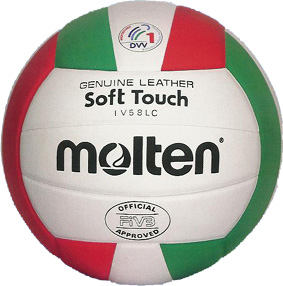
배구공

배구공은 배구, 비치발리볼 등에서 사용되는 공의 총칭으로 대부분 가죽으로 만든다.
배구공은 실내 배구, 비치 발리볼과 같은 구기종목에서 주로 사용되는 공이다. 배구공은 둥글고 전통적으로 거의 직사각형에 가까운 인조 가죽 또는 천연 가죽 패널 18개로 구성되어 있으며 각각 3개의 패널로 구성된 6개의 동일한 섹션으로 배열되어 주머니를 감싸고 있다. 밸브를 통해 내부 공기압을 조정할 수 있다. 현재는 선수들의 안정적인 플레이를 위해 흔들림을 감소시키고 마찰력을 높이는 '딤플(dimple) 효과'가 나타나도록 설계하였다.  2008년 FIVB는 전통적인 구조에서 벗어나 단 8개의 패널이 있는 새로운 미카사(Mikasa)를 공식 실내 공으로 채택했다. 